# Rosario Raro
Rosario Raro López (Segorbe, 1971) es escritora española, doctora en Filología Hispánica, y profesora de la Universidad Jaume I. Su obra ha sido traducida al catalán, japonés, francés y árabe. Ha sido reconocida con diversos premios literarios internacionales.

## Escritora
Ha publicado en la editorial Planeta las novelas Volver a Canfranc (2015), La huella de una carta (2017),Desaparecida en Siboney (2019), El cielo sobre Canfranc (2022),y Prohibida en Normandía (2024).También es autora de ensayos y relatos, algunos premiados.
Ha combinado la creación literaria con diversos artículos académicos sobre narratología, literatura, lengua y lingüística y la colaboración en medios de comunicación españoles.  Es la editora de varias antologías y compilaciones de relatos y poesía en las que reúne los mejores textos de los alumnos en sus talleres de escritura. 
A partir de la novela Volver a Canfranc, y desde 2022 se ha creado una ruta literaria y un viaje teatralizado. Varias de sus novelas han sido realizadas en formato de audio-libro, interpretadas por la actriz de doblaje Neus Sendra: Volver a Canfranc, Desaparecida en Siboney y El cielo de Canfranc.

## Formación y trayectoria académica
Estudió en la Universidad de Valencia donde se licenció en Filología Hispánica. Vivió desde 1996 hasta 2001 en Lima (Perú) y escribió allí gran parte de su obra.   Tras asistir al curso que impartía Alonso Cueto en la Pontificia Universidad Católica del Perú (PUCP), se especializó en Escritura Creativa. Cuando regresó a España realizó un postgrado en Pedagogía por la Universidad de Valencia, y se doctoró por la Universidad Jaume I de Castellón. Su tesis Los textos expandidos: la forma de la escritura tecnológica. Un análisis pragmaestilístico del entorno comunicativo de los blogs, fue leída en 2012.
Dirige el aula de Escritura Creativa de la Universidad Jaume I desde 2005, y ha sido profesora de los grados de Traducción, Periodismo, Historia y Patrimonio y Humanidades desde 2016 hasta 2023. Ha realizado una labor pedagógica y de divulgación de la literatura mediante conferencias y participación en jornadas, congresos y simposios. Es coordinadora de los clubes de lectura del Ámbito Cultural de El Corte Inglés en Valencia y Castellón, y colaboradora del programa "Leer te da vidas extra" del Ministerio de Cultura y Deporte.Investigadora del papel histórico de la mujer, colabora con diversos medios para la divulgación de aspectos biográficos de mujeres destacadas, como el papel de la periodista Martha Gelhorn en el Desembarco de Normandía.

## Reconocimientos
- 2001 - Premio Relatos Cortos Ciudad de Huelva.[24]
- 2002 - XVI Premio de cuentos Max Aub.[25]
- 2002 - Segundo premio Cruzando Culturas de Badajoz.[24]
- 2002 - Premio Magda Portal del Ministerio de la Mujer de Perú.[26]
- 2010 - Premio Aranda de Duero por el relato Estilo acerado.[27]
- 2019 - Premio Onda Cero Castellón de Literatura.[28]
- 2021 - Premio "Mejor Experiencia Turística de Aragón" por la novela Volver a Canfranc.[29][30]
- 2022 - Premio Aragonés del año por la novela El cielo sobre Canfranc concedido por la Asociación Provincial de Librerías de Huesca.[31]
- 2023 - Distinción como Alumni Destacado y embajadora de la Universitat Jaume I.[32]
- 2023 - Nombrada miembro de honor de AVITE por acuerdo de su junta directiva el 1/4/2023.[33]

## Obra

### Novelas
- Volver a Canfranc (2015).
- La huella de una carta (2017).
- Desaparecida en Siboney (2019).
- El cielo sobre Canfranc (2022).
- Prohibida en Normandía (2024).

### Ensayo
- Canfranc. Historia de una estación.  Editorial Planeta, 2015.

### Relatos
- Carretera de la Boca do Inferno. Diputación Provincial de Huelva. Servicio de Publicaciones, 2002.
- Perder el juicio. Fundación Max Aub. Serie premios, 2003.
- Desarmadas e invencibles. Editorial Talentura, 2014.
- La llave de medusa. Editorial Hipálage, 2012. (microrrelatos)

### Poesía
- Puerto Libertad. Unaria Ediciones, 2014.

### Traducciones de su obra

#### Al francés
- Dernier train pour Canfranc (Volver a Canfranc). Èditions Kero, 2017 y Le libre de Poche, Hachette, 2021.

#### Al árabe
أثر الرسالة (La huella de una carta), Masaa publishing, Otawa, 2023

### Artículos académicos
- «Elogio de la sencillez». Los Intachables (pp. 19-23). Sevilla: Editorial Hipálage, 2012
- «Think tank, laboratorio de ideas, taller de escritura». Los Relatores (pp. 5-11). Sevilla: Editorial Hipálage, 2011.
- «Matrix mosaico». Metodologías de análisis del film. ISBN 978-84-88365-20-0, (pp. 451-463), 2007.
- «La buena escritura es invisible». Imprescindibles (pp. 13-15). Castellón: Unaria Ediciones, 2014.
- «Sobre la dificultad de no escribir». Incorregibles (pp. 13-16). Castellón: Unaria Ediciones, 2013.

### Algunas colaboraciones periodísticas
- «La buena esposa». El País Semanal. Número 2.126. Domingo 25 de junio de 2017.[34]
- «Los judíos de Canfranc». Dominical de El Periódico (pp. 34-37), 2015.[35]
- «Cuando la libertad era una quimera».Qué leer, N.º 231, (pp. 54-57), 2016.[36]
- «La estación magnética» Cercha, N.º 126, (p. 88), 2015.
- «Perseguidos y salvados». Qué leer, N.º 209, (pp. 30-33), 2015.
- “Elena Francis. La primera influencer” documental. RTVE.  Estrenado en La 2 el 8 de marzo de 2023.[37]
- “El irresistible magnetismo de Canfranc”. Imán, revista de la Asociación Aragonesa de Escritores. Número 27. Noviembre de 2022.[38]
- “Canfranc. Realidad aumentada”. Jot Down. Número 44. Septiembre de 2023. (pp. 136-139).[39]

### Editora
- Los excelentes, 2010.  Edición de autor. Castellón.
- Los relatores. 2011. Editorial Hipálage, Sevilla.
- Los intachables. 2012. Editorial Hipálage, Sevilla.
- Les llengües vespertines.  2012. Editorial Hipálage, Sevilla.
- Incorregibles. 2013, Unaria Ediciones, Castellón.
- Imprescindibles.  2014, Unaria Ediciones, Castellón.
- Los imperdibles.  2015, Unaria Ediciones, Castellón.
- Ineludibles. 2016. La pajarita roja Editores, Castellón.
- Intransferibles. 2017. La pajarita roja Editores, Castellón.
- Invencibles.  2018. La pajarita roja Editores, Castellón.
- Imprevisibles. 2019. La pajarita roja Editores, Castellón.
- Irreductibles. 2021. Modernidad Líquida Ediciones, Benicasim, Castellón.
- Irresistibles. 2022. Modernidad Líquida Ediciones, Benicasim, Castellón.
- Imbatibles. 2023. Modernidad Líquida Ediciones, Benicasim, Castellón.
- Incombustibles. 2024. Modernidad Líquida Ediciones, Benicasim, Castellón.